# Дементьєв Сергій Олегович
Сергій Олегович Дементьєв (нар. 25 квітня 1997, Кременчук) — український важкоатлет, призер юнацького чемпіонату України з важкої атлетики.

## Біографія

### 2013

#### Кубок України
У Чернігові на Кубку України з важкої атлетики Олег виступав у ваговій категорії до 94 кг, де посів 29-е місце серед чоловіків з результатом у двоборстві — 285,0 кг (ривок — 128,0 кг, поштовх — 157,0 кг). А в окремому заліку серед юніорів (до 18 років) Дементьєв посів 4-е місце, до юніорського третього місця, йому не вистачило 5,0 кг. Друге місце (Андрій Киба з Тернопільської області) та третє (Олександр Павлюк з Київської області) серед юніорів мали однакові результати у двоборстві — по 290,0 кг. А найсильнішим серед юніорів виявився 17-річний майстер спорту Богдан Дорошенко (Миколаївська обл.) — 323,0 кг.

#### Чемпіонат Світу серед кадетів
6-13 квітня 2013 у Ташкенті (Узбекистан) пройшов чемпіонат світу з важкої атлетики серед кадетів до 17 років. У складі збірної команди України у змаганнях взяв участь Дементьєв Сергій (вагова категорія 94 кг). Він у підсумку зайняв сьоме місце (ривок — 123 кг, поштовх — 154 кг). У загальнокомандному заліку збірна команда України з важкої атлетики посіла III місце.

#### Юнацький чемпіонат України
У Миколаєві на юнацькому чемпіонаті України з важкої атлетики, що проходив з 2-о по 6-е липня кременчужанин завоював срібну медаль у двоборстві. У ваговій категорії до 94 кг Сергій Дементьєв у двоборстві підкорив вагу 300,0 кг. Його випередив лише чемпіон Володимир Гоза (Львівська область) — 321,0 кг. Бронзовим призером став Євген Каплун (Одеська область), який підкорив сумарну вагу таку ж як і Олег у 300,0 кг, але його особиста вага була більшою — 93,20 кг, у порівнянні з вагою Дементьєва (91,55 кг).
У Миколаєві також завоював малу срібну медаль у поштовху — 165,0 кг і малу бронзову медаль у ривку — 135,0 кг.

## Сім'я
Батько — Олег Дементьєв